# Liberales Judentum

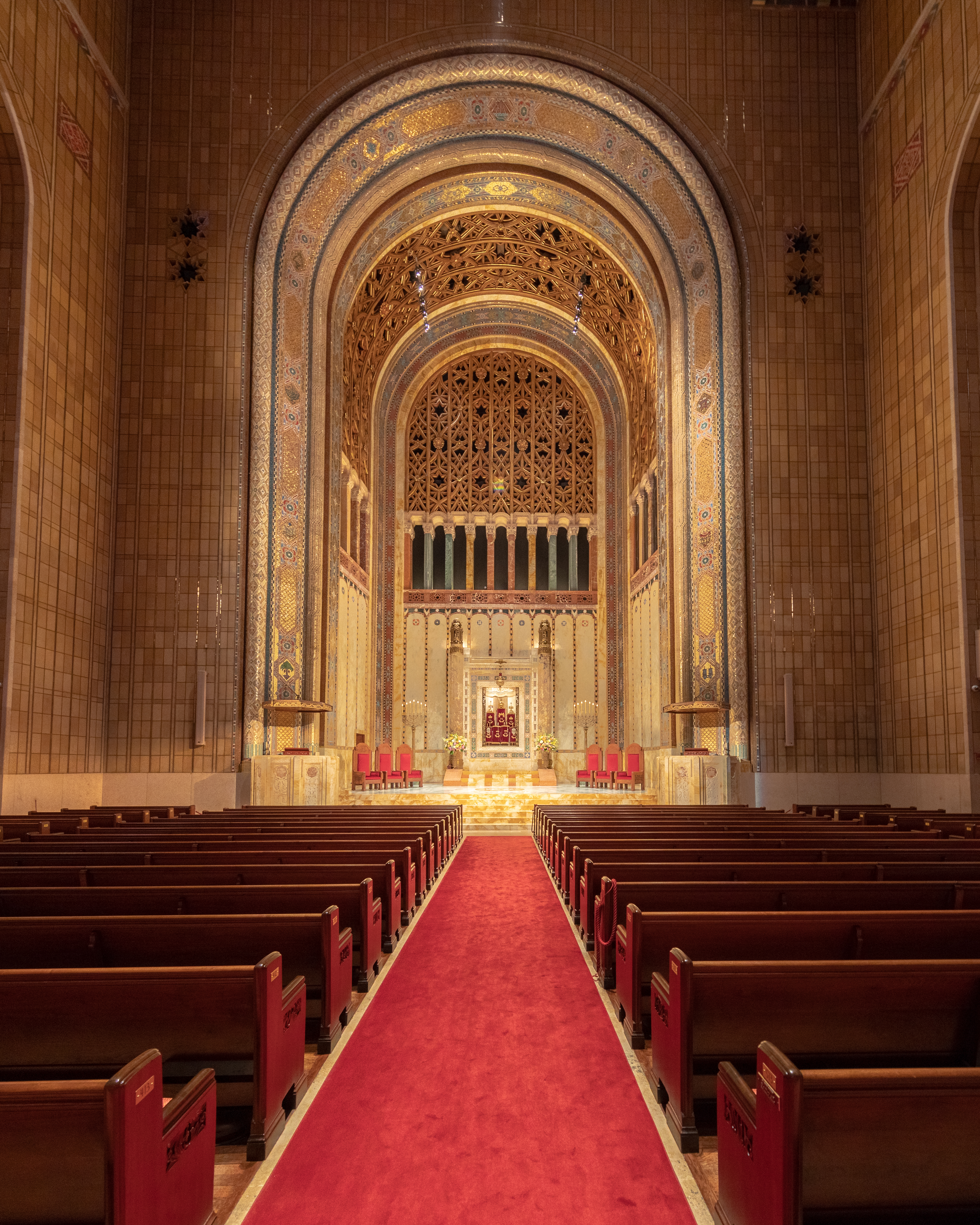
Temple Emanu El in New York City. Innenansicht mit der reich ornamentierten Bima

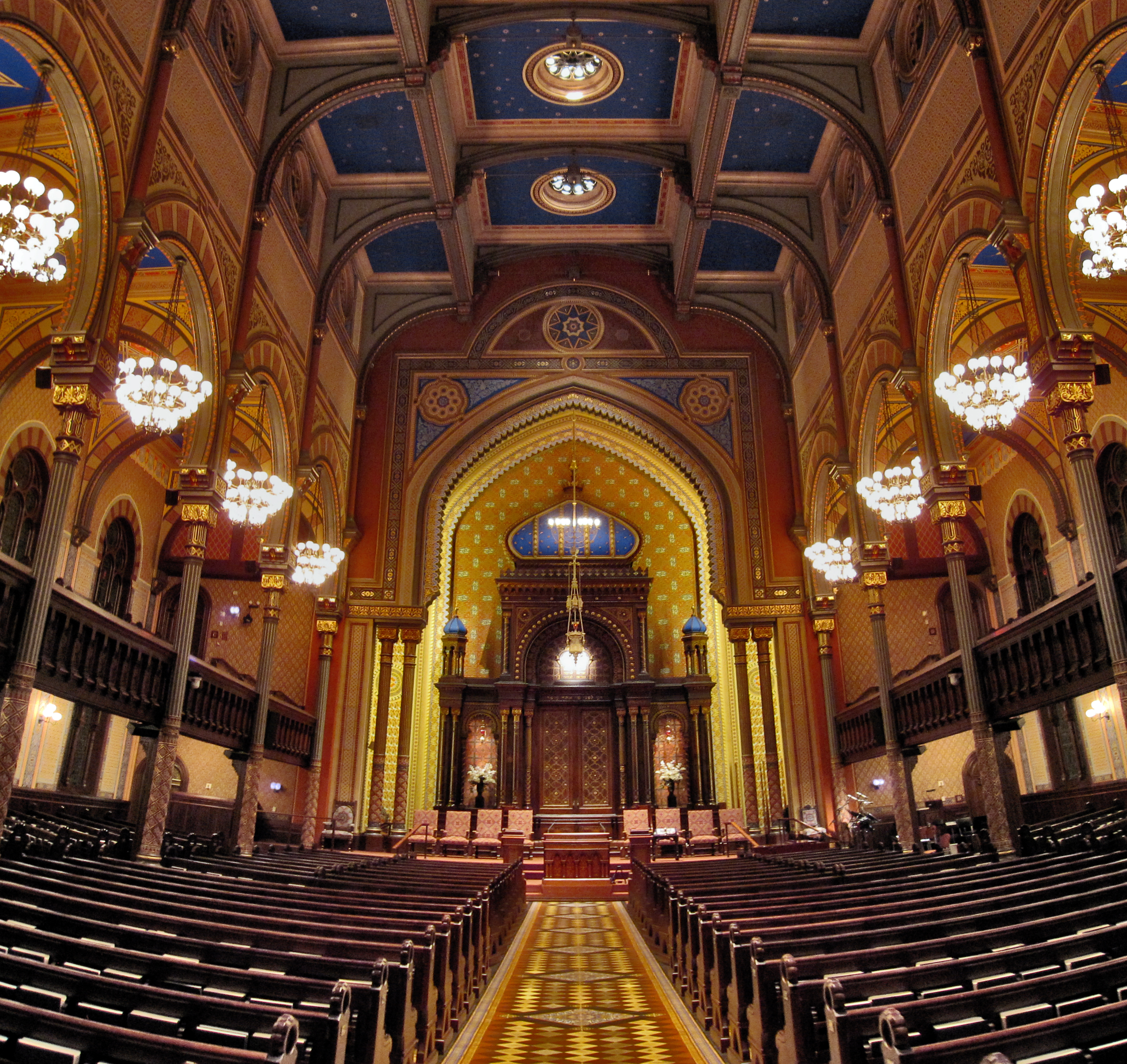
Innenansicht der Zentral-Synagoge in Manhattan, New York City. Die zugehörige Reformgemeinde wird zu den wichtigsten Zentren des Liberalen Judentums der Stadt gerechnet.

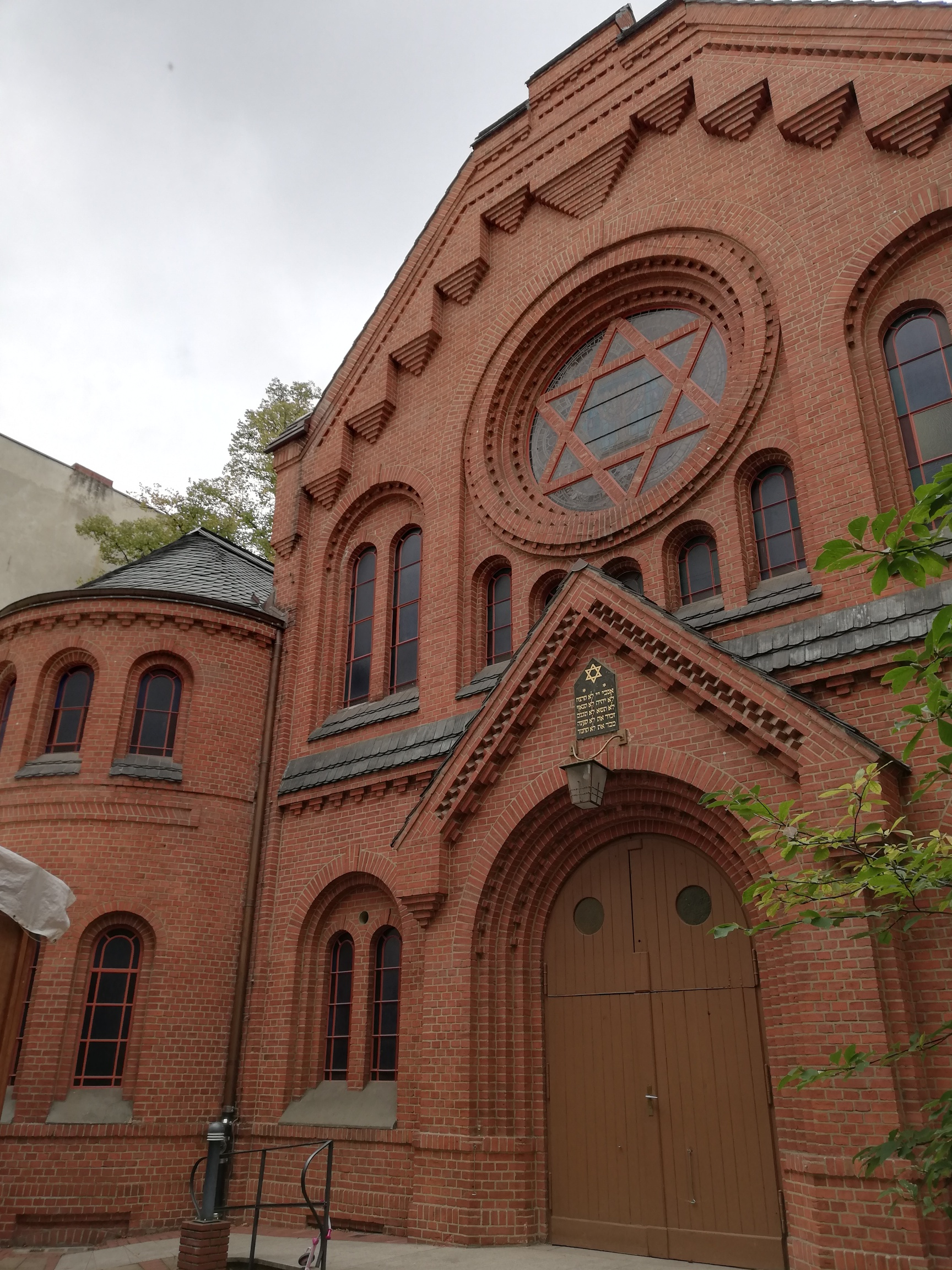
Die Synagoge an der Pestalozzistraße in Berlin-Charlottenburg gilt seit 1947 als wichtigste Gemeinde des Liberalen Judentums in Deutschland.

Das Liberale Judentum (auch Progressives Judentum oder, besonders in Nordamerika, Reformjudentum) ist eine bedeutende jüdische Konfession, welche die Bedeutung von ethischen gegenüber jener von zeremoniellen Aspekten sowie den Glauben an eine kontinuierliche Offenbarung, die eng mit der menschlichen Vernunft und dem Intellekt verbunden ist und sich nicht auf die Theophanie am Berg Sinai konzentriert, hervorhebt. Als liberaler Zweig des Judentums zeichnet sie sich durch eine weniger ausgeprägte Betonung von Ritualen und der persönlichen Einhaltung der religiösen Ge- und Verbote des jüdischen Gesetzes aus, als es bei konservativeren jüdischen Strömungen der Fall ist, denn jeder einzelne Jude gilt im Liberalen Judentum als autonom. Es besteht eine große Offenheit gegenüber äußeren Einflüssen und fortschrittlichen Werten.
Die Ursprünge des Reformjudentums liegen im Deutschland des 19. Jahrhunderts und gehen auf die Rabbiner Abraham Geiger, Samuel Holdheim, David Einhorn und andere zurück. Ein bedeutender Vertreter in Deutschland war Leo Baeck (1873–1956), der jahrelang die unbestrittene Führungsfigur und Repräsentant der deutschen Judenheit war. Seit den 1970er Jahren verfolgt die Bewegung eine Politik der Inklusivität und Akzeptanz, die so viele wie möglich einlädt, an ihren Gemeinschaften teilzunehmen, anstatt strenger theoretischer Klarheit. Es besteht eine starke Identifikation mit progressiven politischen und sozialen Programmen, hauptsächlich unter der traditionellen jüdischen Rubrik Tikun Olam oder „Reparatur der Welt“. Tikun Olam ist ein zentrales Motto des Reformjudentums, und das Handeln dafür ist einer der wichtigsten Wege der Mitglieder, ihre Zugehörigkeit auszudrücken. Das bedeutendste Zentrum der Bewegung liegt heute in Nordamerika.
Die verschiedenen regionalen Gemeinden, die diese Überzeugungen teilen, darunter die Union for Reform-Judaism (URJ), die Movement for Reform Judaism (MRJ), das Liberale Judentum in Großbritannien und das Israel Movement for Reform and Progressive Judaism sind alle organisiert in der World Union for Progressive Judaism. Diese 1926 gegründete Union (WUPJ) vertritt nach Schätzungen mindestens 1,8 Millionen Menschen in 50 Ländern: fast eine Million registrierte erwachsene Gemeindeglieder sowie fast ebenso viele Personen, die sich mit der Konfession identifizieren. Damit ist sie die zweitgrößte jüdische Konfession weltweit. Seit den 1980er Jahren stellt diese Konfession in den Vereinigten Staaten die wichtigste und größte Gemeinschaft dar, während ihr Einfluss in Europa nach 1945 zuerst zurückging, nunmehr allerdings seit den 1990er Jahren ebenfalls wieder vermehrt an Bedeutung gewinnt. Im deutschsprachigen Raum wurde zum ersten Mal wieder in der Schweiz mit der Gründung der Gemeinde Or Chadasch in Zürich im Jahr 1978 eine liberale jüdische Gemeinde aufgebaut.

## Definition

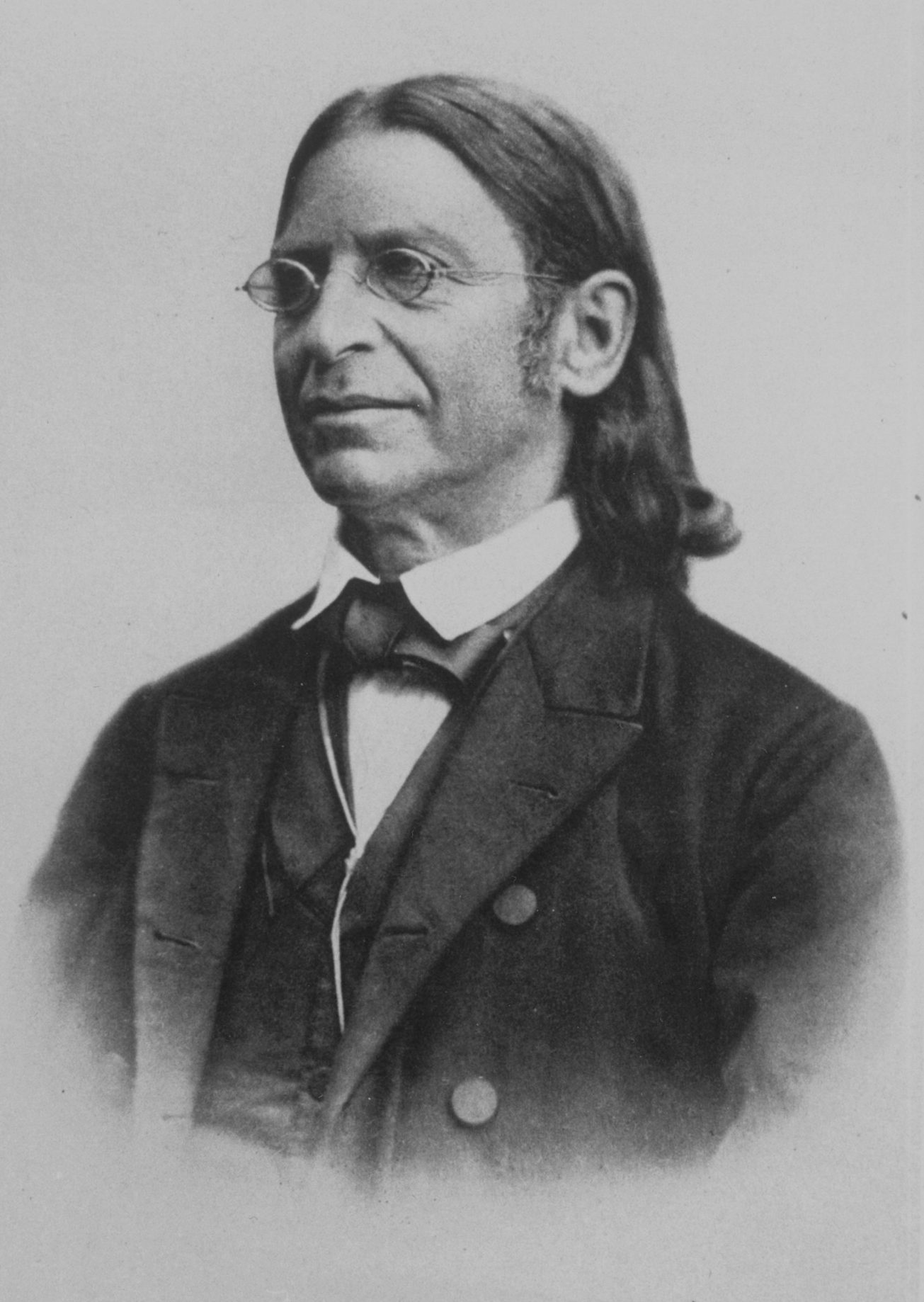
Der Rabbiner Abraham Geiger

Entscheidend für diese Richtung ist die Aufteilung der jüdischen Gebote in ethische und rituelle Gesetze sowie die Auffassung, dass die ethischen Gesetze zeitlos und unveränderlich seien, die rituellen Gesetze hingegen verändert werden könnten, um sie dem jeweiligen Lebensumfeld anzupassen. Im Gegensatz zum orthodoxen Judentum geht das Reformjudentum von einer fortschreitenden Offenbarung Gottes in der Geschichte aus. Dabei wird die Offenbarung als ein von Gott ausgehender und durch Menschen vermittelter dynamischer und fortschreitender („progressiver“) Prozess begriffen und nicht als ein einmaliger Akt, bei dem Moses durch Gott wörtlich die Tora („schriftliche Lehre“) sowie alle Auslegungen („mündliche Lehre“, später im Talmud und der rabbinischen Literatur niedergeschrieben) erhalten hat. Daraus wird die Verpflichtung zur Bewahrung der jüdischen Tradition, aber auch zu ihrer beständigen Erneuerung abgeleitet. Die Texte des Tanachs sind einer historisch-kritischen Erforschung nicht entzogen. Statt auf das Kommen eines persönlichen Messias zu warten, hofft man auf das Anbrechen einer messianischen Zeit.
Das Liberale Judentum bildete in Deutschland bis zur Schoah die Mehrheit innerhalb der „Einheitsgemeinden“. Heute ist das Liberale Judentum (in den USA „Reform Judaism“ genannt) die Richtung mit den meisten Mitgliedern. Organisiert sind die jüdischen reformorientierten, liberalen und progressiven Gemeinden in der World Union for Progressive Judaism, die 1926 unter maßgeblicher Mitwirkung von Rabbiner Leo Baeck, einer Führungspersönlichkeit des deutschen Judentums, gegründet wurde. Deren nationaler Zweig in Deutschland ist die Union progressiver Juden in Deutschland, der rund 20 liberale jüdische Gemeinden, einige Organisationen sowie das Rabbinerseminar Abraham Geiger Kolleg angehören. Deutschsprachige liberale Gemeinden gibt es auch in Österreich (Wien) und in der Schweiz (Basel und Zürich).
Markante Unterschiede des Liberalen Judentums (unter anderem gegenüber dem orthodoxen Judentum) sind:
- Besonderer Schwerpunkt auf den ethischen Aspekten des Judentums (auf Kosten der strengen Befolgung formaler Gebote).
- Liturgie sowohl in Hebräisch als auch in der Landessprache.
- Verwendung von Musikinstrumenten in der Liturgie.

- Vermeidung von Gebeten, die aus historischen Gründen als nicht angemessen erscheinen und deren Inhalt der Betende heute eventuell nicht mehr teilt (zum Beispiel das Musaf-Gebet mit der Bitte um Wiedereinführung des Tieropfers, wie es im Tempel in Jerusalem bestand), und weitere Kürzungen des Gottesdienstes.
- Gleichstellung von Frauen und Männern in allen religiösen Angelegenheiten, einschließlich der Ordination von Frauen zu Rabbinern. Gleichstellung aller Menschen unabhängig von ihrem Familienstand oder ihrer sexuellen Orientierung.
- Vorrang des inhaltlichen Sinns der Gebote (Mitzwot) vor ihrer verbindlichen Festlegung als „Zeremonialgesetz“. Zum Beispiel sollte der Schabbat als Ruhetag gefeiert werden; das Schreiben oder das Fahren mit dem Auto zur Synagoge (nach orthodoxer Auffassung ist beides am Schabbat verboten) werden aber nicht als Entweihung des Feiertags betrachtet. Die Gebote sind also nicht aufgehoben, ihre Auslegung wird jedoch jedem Einzelnen überlassen.
- Eine aktive Teilnahme am interreligiösen und interkulturellen Dialog.
- In den USA offiziell anerkannte jüdische Abstammung durch den Vater oder durch die Mutter, falls nur ein Elternteil jüdisch ist.

## Geschichte
Die Jüdische Emanzipation in Deutschland und Europa eröffnete den jüdischen Bürgern neue Möglichkeiten, und mit ihr begann die jüdische Aufklärung – die Haskala. Der Aufbruch in die Majoritätsgesellschaft hatte jedoch auch zur Folge, dass Juden nun zwischen jüdischer Tradition und angepasstem Leben in der Gesellschaft standen. Eine Verunsicherung setzte ein und in der Folge auch eine breite Bereitschaft zur Nichtbefolgung jüdischer Traditionen. Andererseits gab es auch Personen, welche ihr jüdisches Erbe mit den neuen Lebensbedingungen vereinbaren wollten. Sie passten das hergebrachte Judentum ihren Lebensumständen an. Aus diesen Einzelbemühungen erwuchs eine vollständige Bewegung.

### Anfänge im frühen 19. Jahrhundert

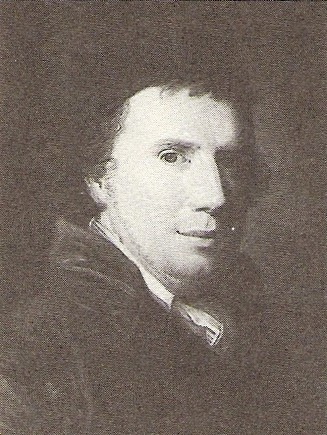
Israel Jacobson

Die ersten Reformen zielten auf die äußere Gestalt des Ritus: Die Liturgie wurde gekürzt, eine Predigt in Landessprache eingeführt, zusätzliche Gebete in Landessprache gesprochen und im Gottesdienst wurden Musikinstrumente, zum Beispiel Orgeln, sowie gemischte Chöre zugelassen. Die Gebete sollten sowohl im Judentum verankert sein, als auch für die nichtjüdische Umgebung ein würdiges Gesicht erhalten. Vereinzelt wurde die Bar Mitzwa durch eine Art Konfirmation nach protestantischem Vorbild ersetzt. Die weltweit erste Reform-Synagoge, die diesen Forderungen entsprach, wurde 1810 in Seesen errichtet (Jacobstempel). Die Initiative dazu ging auf Israel Jacobson zurück. Der Bankier war Präsident des israelitischen Konsistoriums im kurzlebigen Königreich Westphalen, in dem die Juden von 1808 bis 1813 staatsbürgerlich gleichgestellt waren. Jacobsons religiöse Überzeugungen waren im Wesentlichen traditionell. Ihm kam es vor allem auf eine Umgestaltung der äußeren Formen des jüdischen Gottesdienstes an, um ihm das Element der Fremdheit zu nehmen, das er in den Augen der meisten Christen besaß. Er setzte sich für einen Dialog zwischen Juden und Nicht-Juden ein und nahm in seine Reformschule in Seesen auch christliche Schüler auf. Seine Bestrebungen, nach 1815 auch in Berlin Gottesdienste nach reformiertem Ritus abzuhalten, wurden von der jüdischen Orthodoxie jedoch bekämpft (obwohl die neu-Orthodoxen seine rituelle Reformen angenommen haben) und 1823 von der preußischen Staatsregierung unterbunden.
Zum entscheidenden Vordenker der Reformbewegung wurde Abraham Geiger, der zunächst 1832 Rabbiner in Wiesbaden und 1839 in Breslau wurde. Anders als Israel Jacobson ging es ihm nicht nur um eine Neugestaltung von Ritus und Liturgie, sondern um eine Reform der jüdischen Theologie, die sowohl auf der Tradition als auch auf einem kritischen Studium der heiligen Schriften beruhen sollte. Bereits 1836 hatte Geiger die Errichtung einer jüdisch-theologischen Fakultät an einer Universität gefordert. Er gehörte sowohl 1854 zu den Initiatoren des Jüdisch-Theologischen Seminars in Breslau als auch 1872 zu den Gründern der Hochschule für die Wissenschaft des Judentums in Berlin.

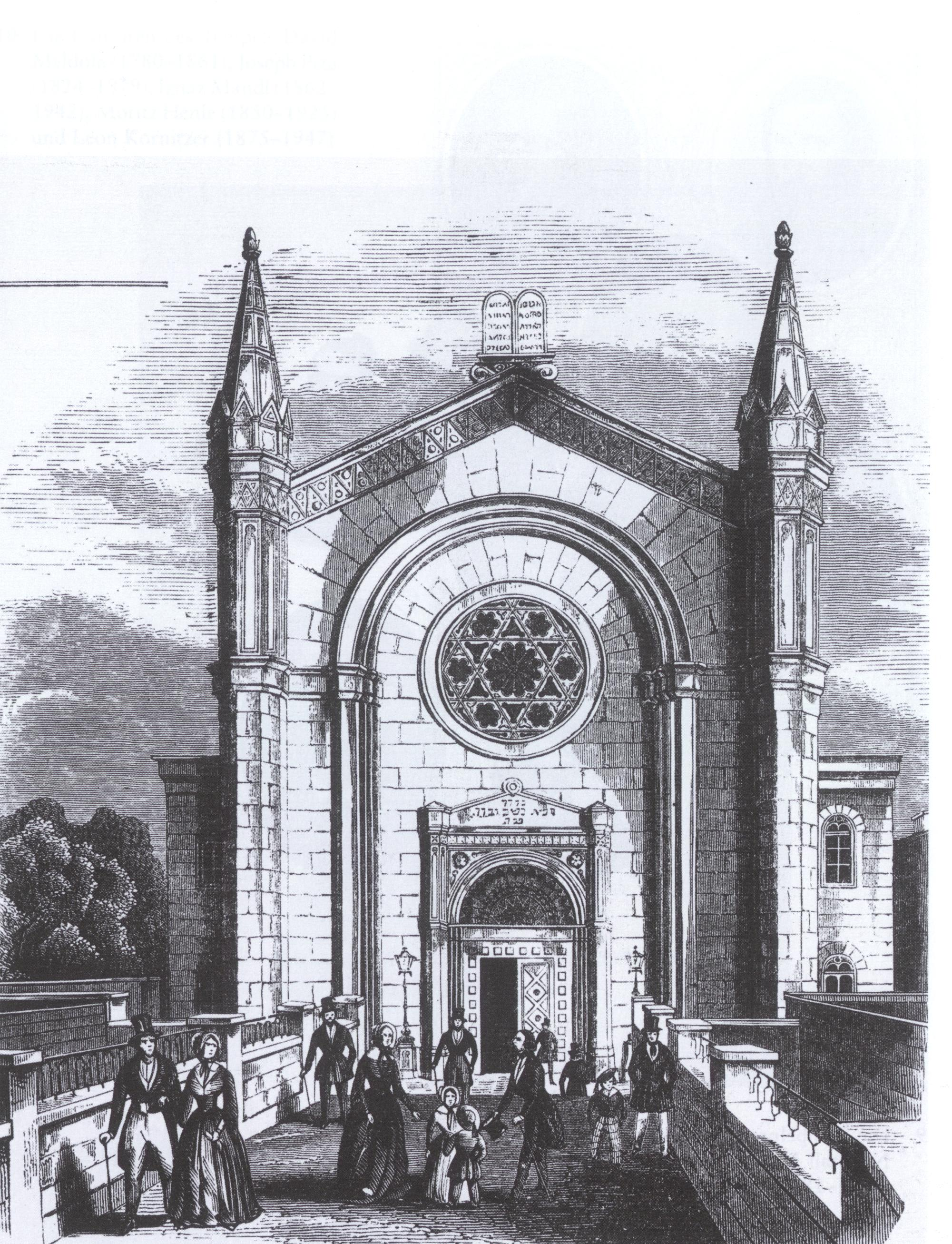
Der Israelitische Tempel in der Hamburger Neustadt von 1844

Eduard Kley, einer der Prediger in Jacobsons Reformtempel in Berlin, gehörte zu den Initiatoren des Liberalen Neuen Israelitischen Tempel-Vereins, der später wiederum Reformgemeinden in den USA als Vorbild diente. Der Hamburger Tempelverein, im Dezember 1817 von 65 jüdischen Hausvätern gegründet, errichtete 1818 eine erste provisorische Synagoge in der südlichen Neustadt. Völliges Neuland betrat er mit seinem Gebet- und Gesangbuch: Texte aus der traditionellen Liturgie wurden geändert, gekürzt oder vollkommen ausgelassen, etwa die Gebete um eine Rückkehr nach Israel, um die Wiedereinführung des Tempeldienstes oder den Wiederaufbau des Tempels in Jerusalem. Das 1854 von Abraham Geiger veröffentlichte Gebetbuch sollte um einiges traditioneller ausfallen als sein Vorläufer. Die Zahl der Tempelbesucher in Hamburg wuchs und so wurde 1844 der Neue Israelitische Tempel in der Poolstraße eingeweiht. Dort wurden bis in die 1860er Jahre am Freitagabend zwei Gottesdienste abgehalten. Der erste war das übliche „Kabbalat Schabbat“ bei Einbruch der Dunkelheit. Der zweite war dagegen als Konzession an die Geschäftsleute auf eine späte Abendstunde gelegt worden.
In Leipzig, wo sich zur Zeit der Messen Juden aus Deutschland und Österreich trafen, gestalteten Mitglieder des Tempelvereins 1820 einen Gottesdienst nach Hamburger Vorbild. Viele seiner Besucher nahmen die Idee des Reform-Gottesdienstes mit in ihre Heimatgemeinden. So wurde 1821 in Wien eine Gemeinde nach Hamburger Vorbild gebildet, in der auch das Hamburger Gebet- und Gesangbuch eingeführt wurde. Ihr Rabbiner war Isaak Mannheimer. Geboren 1793 in Kopenhagen, hatte er dort die Konfirmation eingeführt. Er kannte die private Reformgruppe in Berlin, den Hamburger Tempel sowie die Synagoge von Leipzig und war überzeugt, dass weitreichende Reformen nur möglich seien, wenn man die etablierten Gemeinden dafür gewinnen könne. Im 1826 eröffneten Tempel in Wien war die Liturgie daher weniger radikal verändert worden, sie sah jedoch Gottesdienste von höchstens zwei Stunden an Schabbaten und Festtagen vor, eine deutsche Predigt und die Konfirmation anstelle der Bar Mitzwa. Das Tragen des Sterbekleides am Neujahrs- und Versöhnungstag blieb auf diejenigen beschränkt, die Funktionen innerhalb des Gottesdienstes übernahmen.

### Die Rabbinerkonferenzen
Entscheidende Impulse für die weitere Entwicklung des Reformjudentums gingen von einer ersten, 1837 von Geiger nach Wiesbaden einberufenen Rabbinerversammlung aus sowie von den Rabbinerkonferenzen, die 1844 in Braunschweig, 1845 in Frankfurt am Main und 1846 in Breslau stattfanden. Dort legten reformorientierte Rabbiner aus ganz Europa Prinzipien des reformjüdischen Selbstverständnisses fest, zum Teil unter heftigen Debatten. Abraham Geiger sprach sich zum Beispiel gegen die Beschneidung jüdischer Jungen aus. Mit Ausnahme der Reformgruppen in Berlin und Frankfurt folgten die meisten Gemeinden solchen radikalen Ansätzen jedoch nicht. Da viele reformorientierte Rabbiner in „Einheitsgemeinden“ tätig waren, konnten sie nicht jede Veränderung durchsetzen. Zudem traten Spannungen innerhalb der Reformbewegung auf. Im Jahr 1845 verließ Rabbiner Zacharias Frankel die Konferenz aus Protest gegen den Umgang mit der hebräischen Sprache in den Gottesdiensten. Frankel wurde später einer der Mitbegründer der konservativen Strömung. Nach den Rabbinerversammlungen der Jahre 1844–1846 wurde der Titel „Reform“ nur für die Radikalen benutzt, wie die „Reformfreunde“ in Frankfurt am Main und Breslau sowie Samuel Holdheims Berliner Reformgemeinde, die umfassendere Änderungen in der Liturgie durchgeführt hatte. Ansonsten bezeichnen sich die jüdischen Gemeinden, die im deutschsprachigen Raum dieser Richtung des Judentums angehören, als „liberal“, um ihren gemäßigteren Charakter zu betonen.

### Reformbewegung in den USA

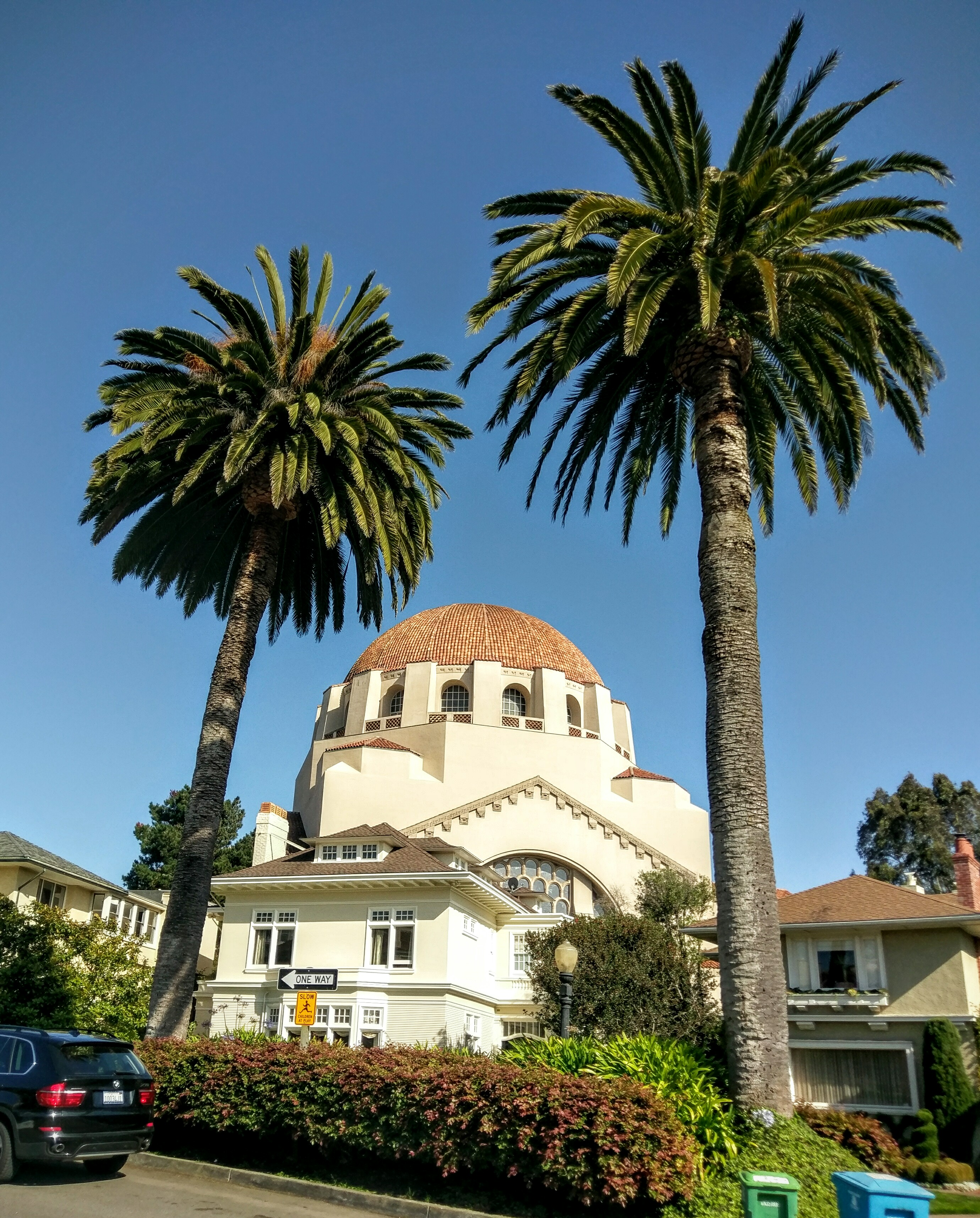
Der Emanuel Tempel in San Francisco, nahe Presidio Terrace

Mit jüdischen Auswanderern gelangten die Kernideen der Reformbewegung bereits in der 1. Hälfte des 19. Jahrhunderts in die USA. Sie entwickelten sich dort jedoch völlig anders, da sich die Situation der Juden in Amerika grundsätzlich von der in Europa unterschied. So gab es in den USA keine Einheitsgemeinde, deren Existenz durch den Staat unterstützt oder gefordert wurde. Auch war der Assimilationsdruck geringer als in Europa. Nach Forschern wie Karlheinz Schneider nahmen sich amerikanische Juden das deutsche Reformjudentum zum Vorbild und gründeten die neuen Gemeinden mit dem Gedankengut, das sie aus Mitteleuropa mitgebracht hatten. Bereits 1824 wurde eine erste Reformgemeinde in den USA ins Leben gerufen. Am 21. November 1824 gründeten ehemalige Mitglieder der Gemeinde „Beth Elohim“ in Charleston (South Carolina) eine eigene Gemeinde, die dem neuen Ritus folgte, die „Reformed Society of Israelites“. Diese publizierte auch das erste Reformgebetbuch der USA, „The Sabbath Service and Miscellaneous Prayers Adopted by the Reformed Society of Israelites“. 1833 verstarb einer der Wortführer der Gruppe und so schlossen sich die übrigen Gemeindemitglieder wieder der Gemeinde „Beth Elohim“ an und setzten hier viele der von ihnen propagierten Änderungen durch. In den 30er Jahren des 19. Jahrhunderts emigrierten immer mehr deutschsprachige Juden in die USA und trafen hier auf offene Bedingungen für die Entfaltung ihrer religiösen Ansichten. Es folgten weitere große Gemeindegründungen: 1842 der Tempel Har Sinai in Baltimore (heute im Vorort Owings Mills), der sich am Hamburger Tempel-Verein orientierte, 1845 der Temple Emanu-El in New York City und 1858 als dritte amerikanische Reformgemeinde die Sinai Congregation in Chicago.
Auch in den USA richteten Rabbiner der Reformbewegung regelmäßige Rabbinerkonferenzen ein. Auf der in Philadelphia von 1869 formulierten die Vordenker des amerikanischen Reformjudentums – David Einhorn, Samuel Hirsch und andere – erstmals ihre Prinzipien. Da diese Resolution bald als nicht ausreichend empfunden wurde, kam es 1885 auf einer Konferenz in Pittsburgh („Pittsburgh Platform“) zu einer weiteren, noch einflussreicheren Erklärung. Darüber hinaus wurde das amerikanische Reformjudentum auch von rationalistischen Einflüssen geprägt, darunter zum Beispiel die von Felix Adler begründete „Ethical Culture“. Zu den Organisationen, die die Stärke der Reformbewegung begründeten, zählten die „Union of American Hebrew Congregations“ (seit 1873), das Reform Union College/Jewish Institute of Religion (seit 1875) und die „Central Conference of American Rabbis“ (seit 1889). Ein öffentliches Forum fand die Reformbewegung in der 1854 von Isaac Mayer Wise in Cincinnati begründeten Wochenzeitschrift „The Israelite“, die bald unter dem neuen Titel „The American Israelite“ erschien. Weiter entwickelt wurde das Reformjudentum später von Persönlichkeiten wie zum Beispiel Judah Leon Magnes und Emil Gustav Hirsch.
Sozial gesehen bestand eine wesentliche Leistung des Reformjudentums in den USA in der weit reichenden Angleichung des jüdischen Alltagslebens und sogar der Liturgie an nichtjüdische – vor allem protestantische – Gepflogenheiten. Die Chancen amerikanischer Juden auf gesellschaftliche Integration stiegen damit drastisch.
Während das Reformjudentum im 19. Jahrhundert und besonders in den USA auch im 20. Jahrhundert viele Traditionen des Judentums abschaffte, radikal veränderte oder in die Entscheidung der Individuen legte, werden heute viele dieser Traditionen wieder aufgegriffen. Wie in Deutschland entstand später auch in den USA ein konservatives Judentum, eine Strömung die eine Mittelposition zwischen Orthodoxie und Reformjudentum einnimmt.

## Rabbinerinnen

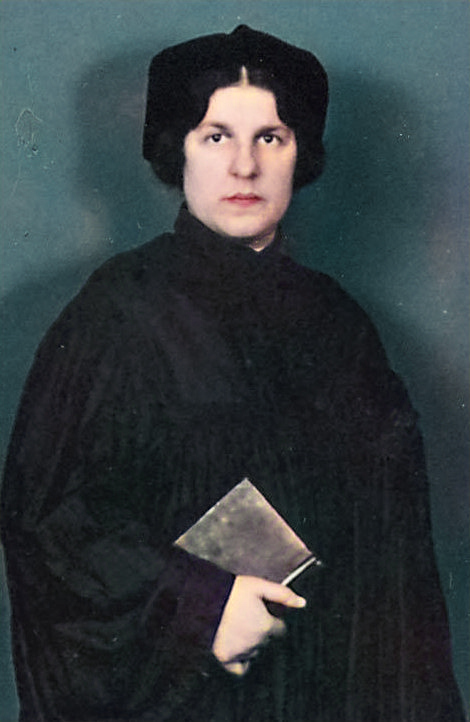
Regina Jonas

Die weltweit erste ordinierte Rabbinerin war die in mehreren Berliner Synagogen und auch nach ihrer Deportation im Ghetto Theresienstadt wirkende Berlinerin Regina Jonas, die 1935 durch den Offenbacher Reform-Rabbiner Max Dienemann ordiniert wurde. 1944 wurde sie im KZ Auschwitz ermordet.
Die erste Rabbinerin in den USA wurde 1972 Sally Priesand. 
2021 gab es 835 Reform- und liberale Rabbinerinnen weltweit.
2001 war Angela Warnick Buchdahl die erste asiatische Amerikanerin, die zur Rabbinerin geweiht wurde.

## Israel
In Israel werden seit 2012 auch nicht-orthodoxe Vorsteher von jüdischen Gemeinden als Rabbiner anerkannt. 15 „Rabbiner einer nichtorthodoxen Gemeinschaft“ erhalten ihren Lohn vom Kulturministerium. Eheschließungen, Abdankungen und Lehrentscheide über die Thora bleiben den rund 4000 orthodoxen Rabbinern vorbehalten. In Israel gibt es keine Standesämter.